# コイ目
コイ目（コイもく、Cypriniformes、Carp）は、硬骨魚類の分類群の一つ。コイ・フナ・タナゴ・ドジョウなどの淡水魚を中心に、およそ4,000種が所属する大きなグループである。食用あるいは観賞魚として利用される種類も数多く、人間にとっても馴染み深い分類群となっている。
本稿では分類群としてのコイ目の構成、およびコイ類全般の特徴について記述する。日本を含む世界各地に分布するコイ科魚類の1種、コイ（Cyprinus carpio）および関連する文化については、コイの項目を参照のこと。

## 概要
コイ目には2016年の時点で4,200を超える種が記載され、魚類の目の中でも大きな一群となっている。1994年の時点（約2,600種）から10年余りの間に新たに600種以上が新種記載されるなど、分類の拡大傾向が続いている。
所属する魚類はほぼすべてが淡水魚で、熱帯から寒帯にかけての河川や湖沼、さらには山岳地帯の渓流に至るまで、その生息域は幅広い。ユーラシア大陸・北アメリカ大陸・アフリカ大陸および周辺の島嶼地域を中心に繁栄する一方、南アメリカ大陸には分布しない。強酸性の湖にも生息できるウグイなど、水質の悪い環境への適応もしばしば認められる。成魚の大きさは1cm程度の超小型種から3mに達するものまでおり、体色・食性・繁殖形態なども多種多彩である。

## 形態

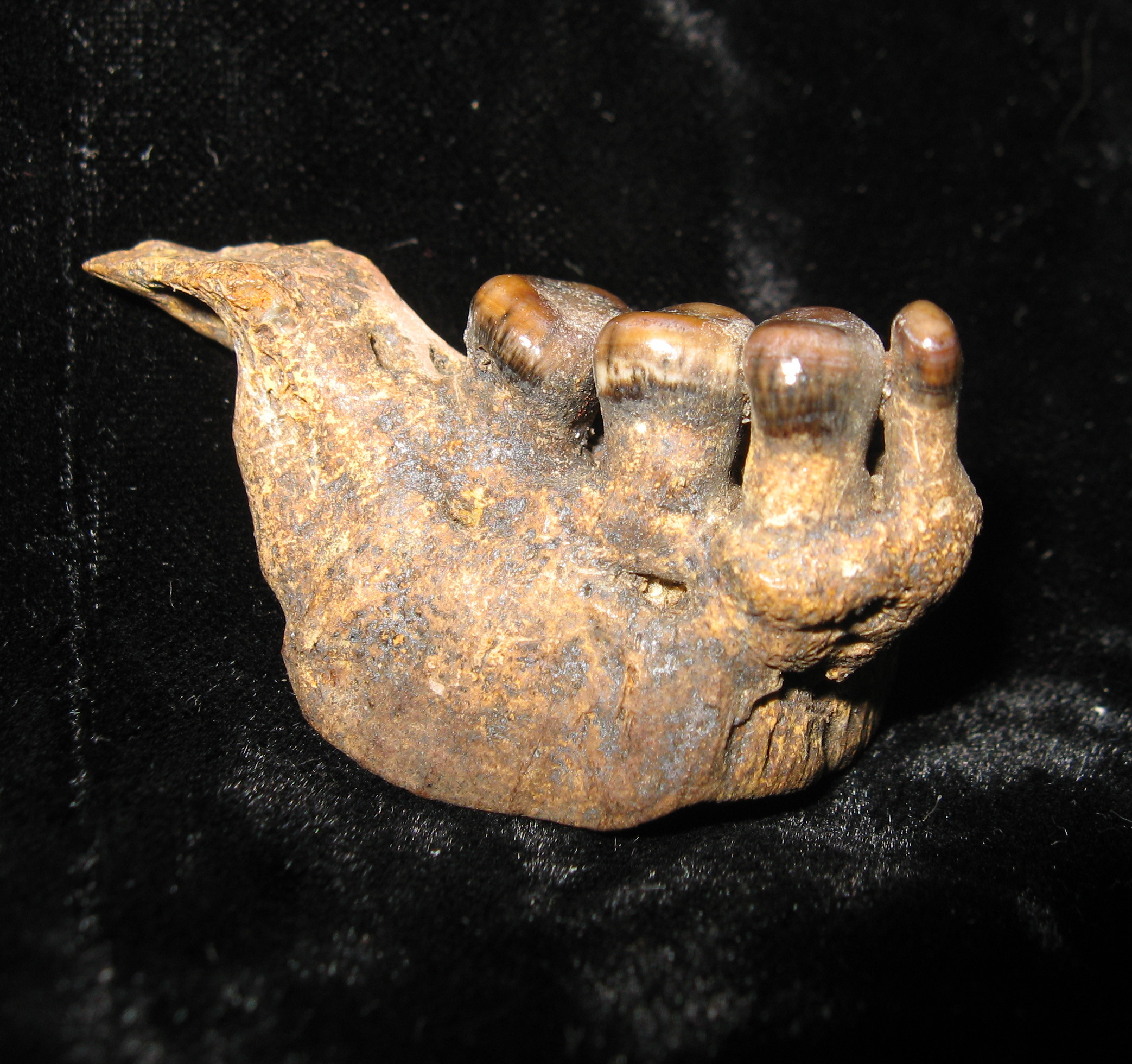
コイ科魚類（Mylocheilus robustus）の咽頭歯の化石。コイ目の魚類は顎に歯をもたず、喉の部分に咽頭歯が発達する

コイ目魚類に共通する重要な特徴として、咽頭歯の存在がある。本目の魚は口の中に歯（顎歯および口蓋歯）をもたず、喉の部分に咽頭歯と呼ばれる歯が発達している。咽頭歯は大きく発達した咽頭骨に形成される。咽頭歯の本数や配列、成長段階での形成過程は詳細に調べられており、特にコイ科では重要な分類形質として利用されている。
多くの種類は口ヒゲをもち、上顎を突き出すことができる。頭部には鱗がない。鰭は棘条をもたず軟条のみからなるが、一部の種類の背鰭には棘条に似た頑丈な鰭条がみられる。背鰭は1つだけで、ドジョウ科の一部を除いて脂鰭を欠く。口蓋骨は内翼状骨と接続する。下咽頭骨に形成された咽頭歯は、パッド状に拡張した基後頭骨突起とかみ合い、飲み込んだ餌はこの部分ですりつぶされる。
コイ目はカラシン目やナマズ目などとともに骨鰾上目と呼ばれるグループに属し、この仲間に共通する特徴として、ウェーバー器官と呼ばれる独特の構造を有している。ウェーバー器官は変形した4つの脊椎骨によって構成され、内耳と浮き袋を連絡し、脳に音を伝える機能をもつ。

## 分類
Nelson（2016）では、2上科に13科が認められている。FishBaseおよびCalalog of Fishesでは4上科に23科が認められている。コイ目は同じ骨鰾上目のネズミギス目・カラシン目・ナマズ目・デンキウナギ目と近縁である。

### Gyrinocheiloidei

#### ギュリノケイルス科

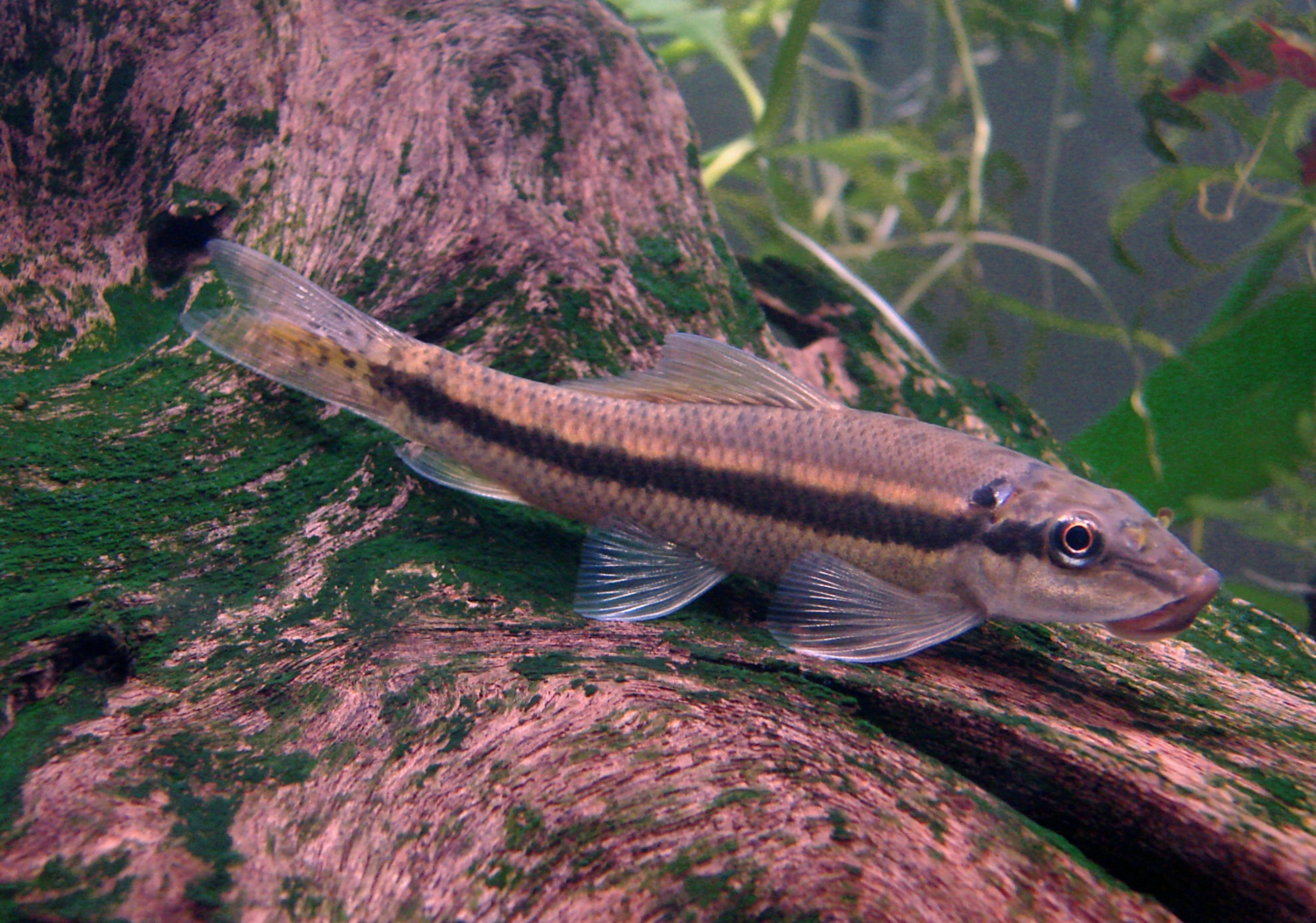
アルジーイーター Gyrinocheilus aymonieri （ギュリノケイルス科）

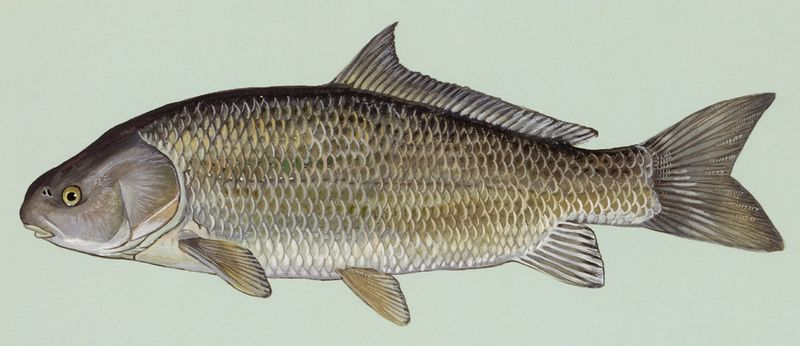
サッカー科の1種（Ictiobus niger）

ギュリノケイルス科 Gyrinocheilidae は1属3種からなり、東南アジア山岳地帯の渓流に分布する。いずれも藻類のみを摂食し、観賞魚として人気のある種類である。
咽頭歯および口ヒゲをもたない。口は下向きで吸盤状に変化しており、岩などに張り付くことで急流をやり過ごす。鰓の開口部は小さく、2列のスリット状になっている。
- ギュリノケイルス属 Gyrinocheilus

### Catostomoidei

#### サッカー科
サッカー科（ヌメリゴイ科） Catostomidae には4亜科13属79種が属する。ほとんどの種は北米に分布するが、Catostomus catostomus はシベリア、イェンツーユイは中国にも分布する。体長1mに達する大型種を含む。ほとんどの種類は底生魚で、口は下向きについていることが多い。始新世から漸新世にかけて化石属が知られている。咽頭歯は1列16本以上。唇は厚く肉質で、ひだや突起をもつものが多い。上顎は前上顎骨と主上顎骨によって縁取られる。

### ドジョウ上科
ドジョウ上科 Cobitoidea は9科99属842種で構成される。フクドジョウの仲間はかつてドジョウ科に所属していたが、現在ではタニノボリ科に移されている。間在骨（opisthotic）を欠き、眼窩蝶形骨が上篩骨・篩骨複合体と接続するなどの特徴がある。

#### アユモドキ科

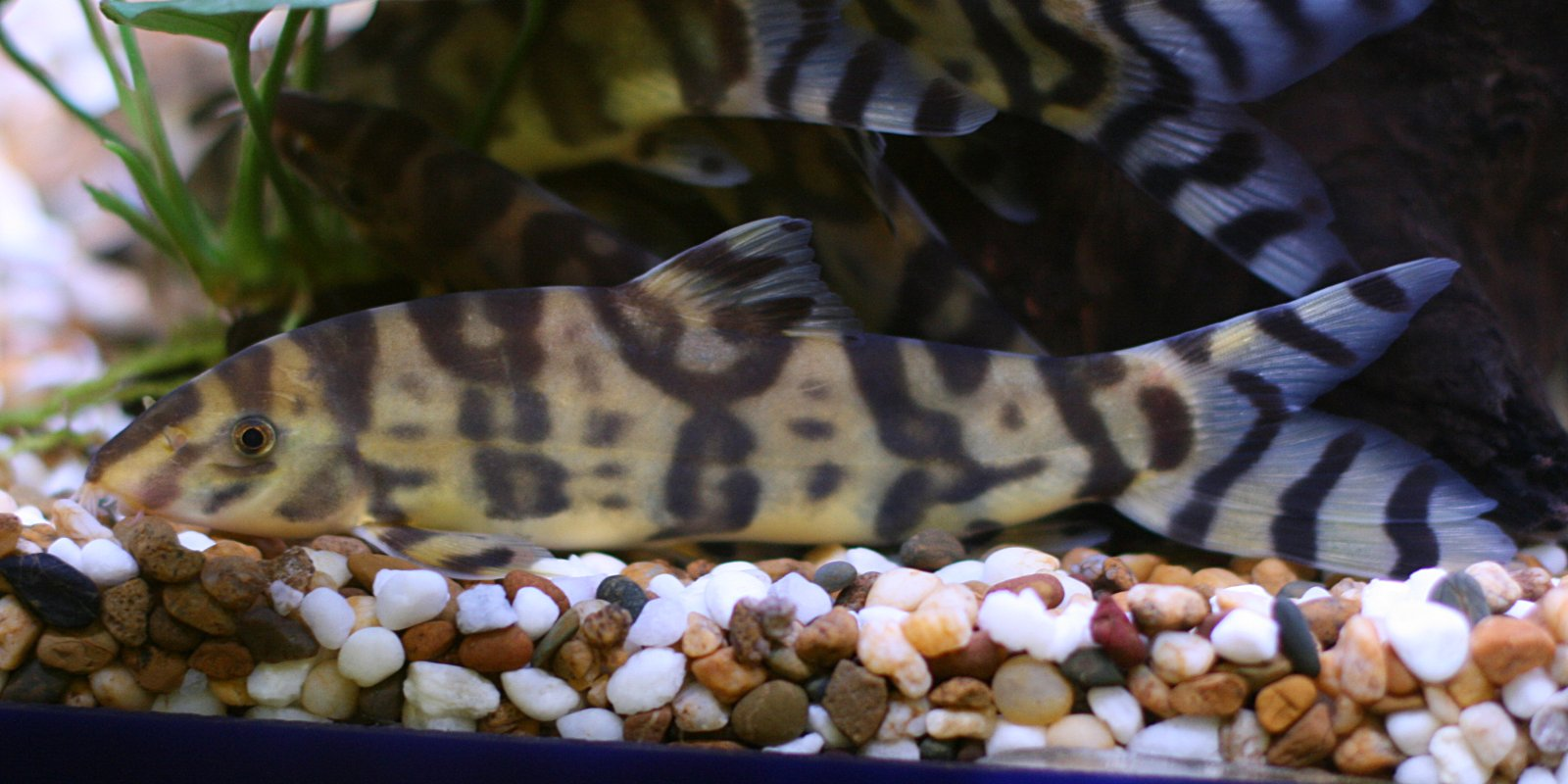
ゴールド・ゼブラ・ローチ Botia histrionica （アユモドキ科）

- アユモドキ科 Botiidae は8属60種を含み、インド・中国・日本および東南アジアの島嶼域に分布する。体は側扁し、吻のヒゲは2対。頭部側線系は不明瞭で、尾鰭は二又に分かれる。日本からはアユモドキ（固有種）が知られる。観賞魚として人気のクラウンローチも分類される。
  - アユモドキ属 Leptobotia
  - 他7属

#### バイアンテラ科
- バイアンテラ科 Vaillantellidae は1属3種を含み、東南アジアに分布する。かつてはドジョウ科に分類されていた。
  - バイアンテラ属 Vaillantella

#### ドジョウ科

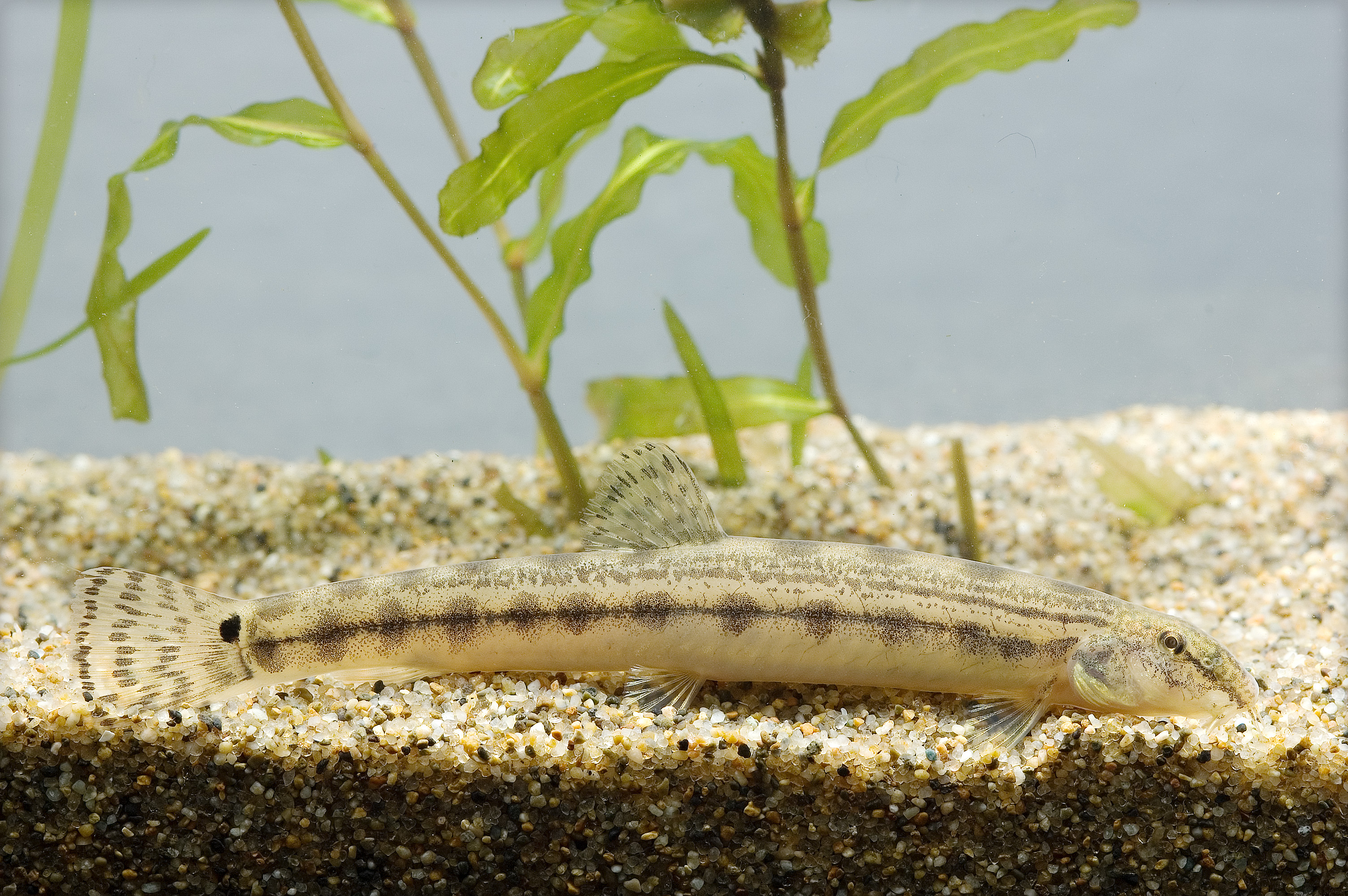
シマドジョウ Cobitis biwae （ドジョウ科）。日本固有種で、本州と四国に広く分布する

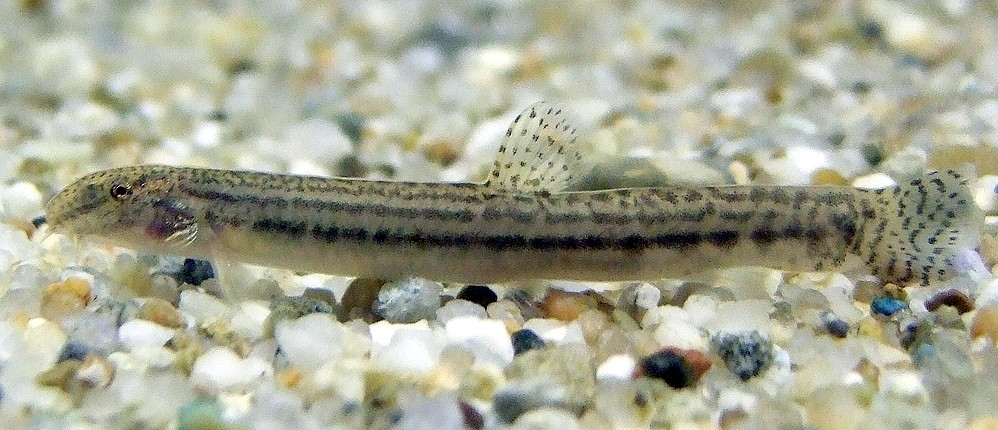
ヒナイシドジョウ Cobitis shikokuensis （ドジョウ科）

ドジョウ科 Cobitidae は22属227種で構成され、ドジョウ・シマドジョウなどが所属する。日本を含めたユーラシア地域およびモロッコに分布し、特に南アジアで多様な種分化が認められる。底生性で、体長は最大種で40cmほどになる。Pangio 属（クーリーローチ）など、観賞魚として知られる仲間も多い。本科は Cobitididae と綴られることもあるが、現在ではこのアルファベット表記は受けいれられていない。
体は細長いか、あるいは紡錘形。口はやや下向きで、3-6対の口ヒゲをもつ。眼の下にトゲ状の突起をもつ。咽頭歯は一列。多くの種類は吻に1対のヒゲを有する。頭部の側線系が明瞭で、尾鰭はやや丸みを帯びる。
- アジメドジョウ属 Niwaella
- シマドジョウ属 Cobitis
- ドジョウ属 Misgurnus
- 他19属

#### バルブッカ科
バルブッカ科 Barbuccidae は1属2種を含み、東南アジアに分布する。
- バルブッカ属 Barbucca

#### ガストロミゾン科

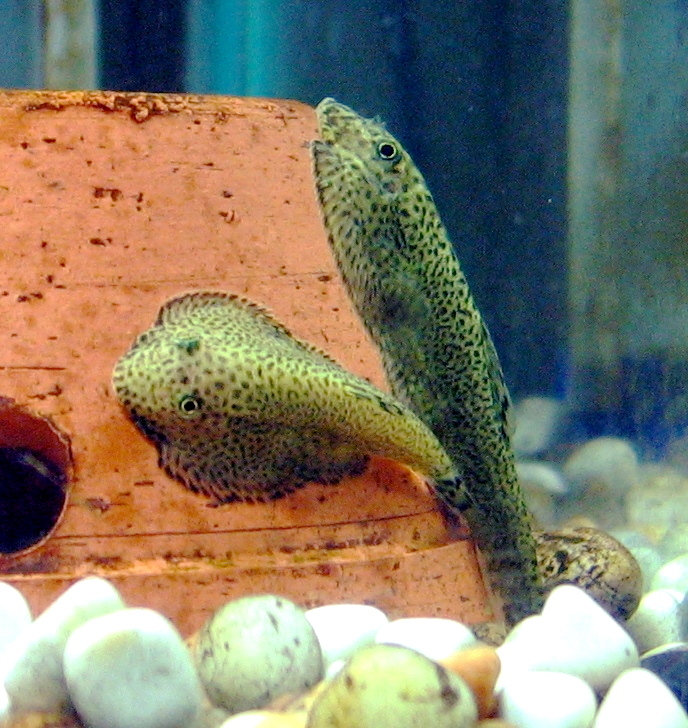
チャイナバタフライ Beaufortia kweichowensis （ガストロミゾン科）。吸盤状に拡大した胸鰭・腹鰭を使って岩などに張り付く

ガストロミゾン科 Gastromyzontidae は20属約150種を含み、中国や東南アジアに分布する。かつてはタニノボリ科に含まれていた。
- イワハイウオ属 Beaufortia
- オオタニノボリ属 Formosania
- ガストロミゾン属 Gastromyzon
- 他17属

#### サルペンティコビティス科
サルペンティコビティス科 Serpenticobitidae は1属3種を含み、メコン川流域に固有である。
- サルペンティコビティス属 Serpenticobitis

#### タニノボリ科
タニノボリ科 Balitoridae は17属約110種で構成され、ユーラシア地域に分布する。フクドジョウ亜科は独立の科となった。
- Balitora 属
- タニノボリ属 Hemimyzon
- 他15属

#### エロポストマ科
エロポストマ科 Ellopostomatidae は1属2種が含まれ、東南アジアに分布する。
- エロポストマ属 Ellopostoma

#### フクドジョウ科
フクドジョウ科 Nemacheilidae は48属737種で構成され、主にユーラシア大陸に分布する。かつてはタニノボリ科に含まれていた。
- フクドジョウ属 Barbatula
- ホトケドジョウ属 Lefua
- Schistura 属
- 他45属

### コイ上科
かつてはコイ科のみが分類されていたが、いくつかの科に分割された。

#### Paedocyprididae
Paedocyprididae は1属3種を含み、かつてはダニオ亜科に分類されていた。世界最小級の魚類であるパエドキプリス・プロゲネティカを含む。
- パエドキプリス属 Paedocypris

#### プシロリンクス科
プシロリンクス科 Psilorhynchidae は1属29種を含み、インドからミャンマーにかけての渓流に生息する。かつてはコイ科の亜科とされていた。
- プシロリンクス属 Psilorhynchus

#### コイ科

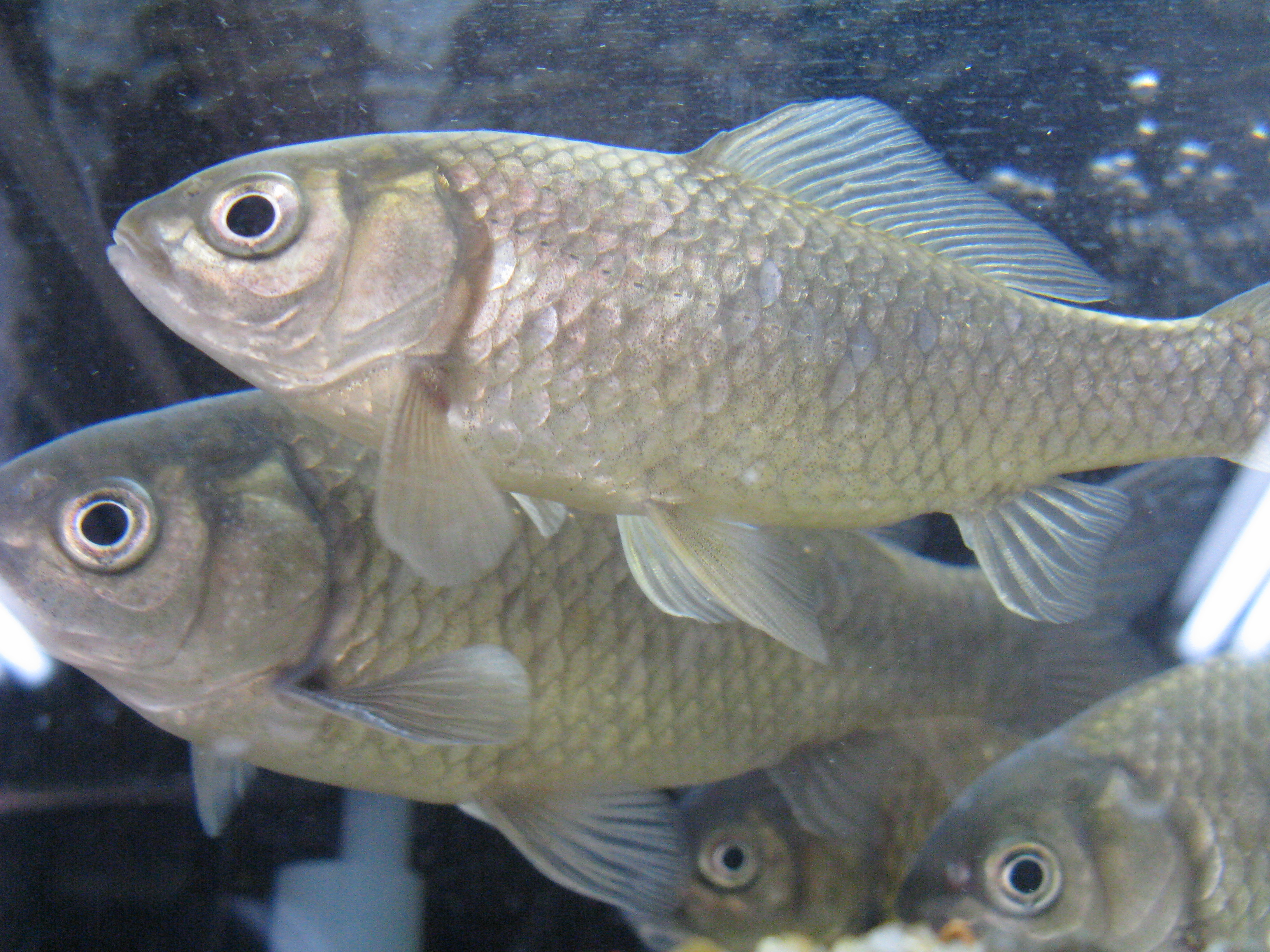
ニゴロブナ Carassius buergeri grandoculis （コイ亜科）。琵琶湖の固有亜種で、当地の郷土料理である鮒寿司の原料として利用される

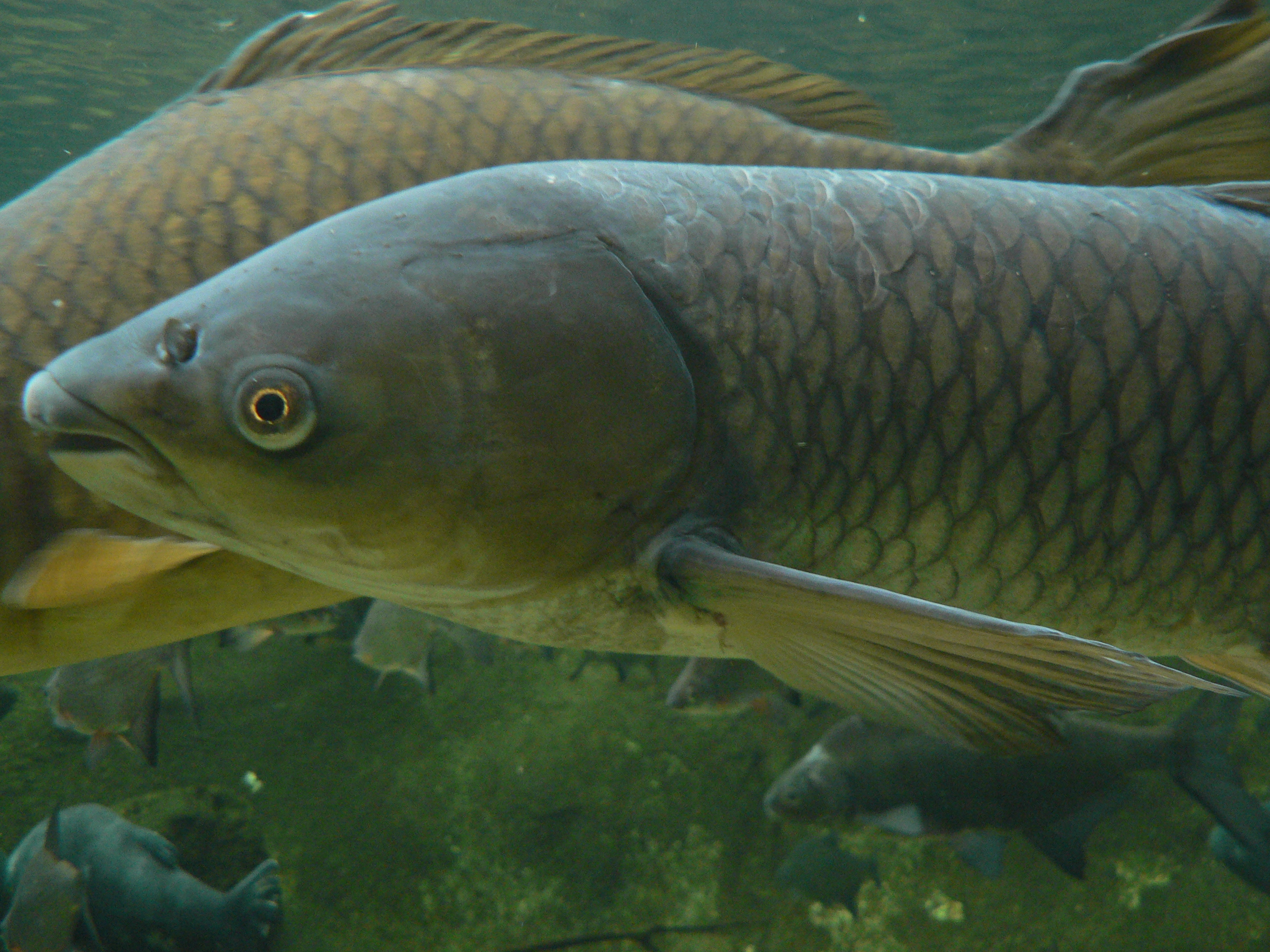
ソウギョ Ctenopharyngodon idella。水生植物を主食とする東アジア原産のコイ類。日本には戦中戦後にかけて移植され、以来全国各地に分布範囲を広げている

コイ科 Cyprinidae は約1700種を含む。メキシコ南部までの北アメリカ、アフリカおよびユーラシア大陸に分布する。ほぼすべてが淡水産であるが、ごく一部に汽水域に進出する種類が知られる。多数の水産重要種を含み、アクアリウムなどで飼育される観賞魚も多い。本科に所属するパーカーホは、コイ目中の最大種で3mに及ぶこともあるが、一般的なコイ科魚類は体長5cm未満である。咽頭歯は1-3列で、各列とも8本を超えることはない。多くの種類では唇は薄く、ひだや突起はない。上顎はほぼ完全に前上顎骨のみによって縁取られ、前に突き出すことが可能である。コイ科魚類の最古の化石は、アジアにおける始新世の地層から産出する。
次の亜科が知られている。
- ラベオ亜科 Labeoninae
- Probarbinae
- Torinae
- Smiliogastrinae
- コイ亜科 Cyprininae
- Acrossocheilinae
- バルブス亜科 Barbinae
- Spinibarbinae
- スキゾトラックス亜科 Schizothoracinae
- Schizopygopsinae

#### スンダダニオ科
スンダダニオ科 Sundadanionidae は2属9種を含み、インドネシアに分布する。かつてはダニオ亜科に分類されていた。
- Fangfangia
- スンダダニオ属 Sundadanio

#### ダニオ科

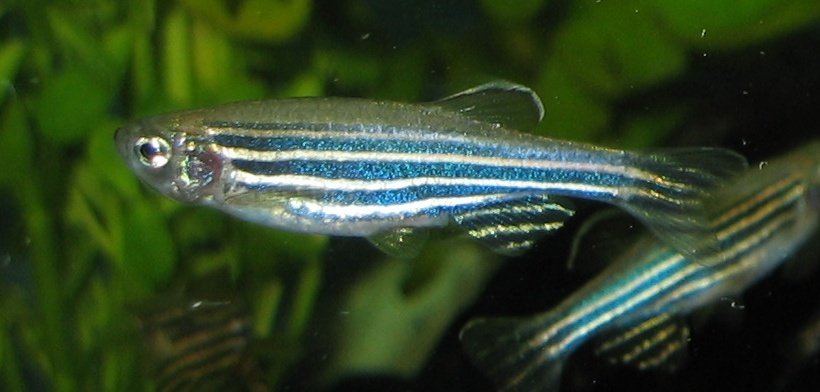
ゼブラフィッシュ Danio rerio （ダニオ亜科）。実験動物として汎用され、遺伝子改変モデルも作出されている

ダニオ科 Danionidae は4亜科39属に約370種が分類され、アジアとアフリカに分布する。ゼブラフィッシュ（Danio rerio）など、一部の魚種は生物学における重要なモデル動物として利用されている。かつてはコイ科のダニオ亜科とされていた。以下の亜科が分類されている。
- Chedrinae
- ラスボラ亜科 Rasborinae
- ダニオ亜科 Danioninae
- Esominae

#### レプトバルブス科
レプトバルブス科 Leptobarbinae は1属5種を含み、東南アジアに分布する。かつてはコイ科のレプトバルブス亜科とされていた。
- レプトバルブス属 Leptobarbus

#### クセノキプリス科
クセノキプリス科 Xenocyprididae は45属約160種を含み、アジアに分布する。かつてはコイ科のクセノキプリス亜科とされていた。
- ハクレン属 Hypophthalmichthys
- カワムツ属 Nipponocypris
- ハス属 Opsariichthys
- 他42属

#### テンチ科
テンチ科 Tincidae は1属1種から成り、ユーラシア大陸に広く分布するテンチのみが含まれる。かつてはコイ科のテンチ亜科とされていた。
- テンチ属 Tinca

#### タナゴ科
タナゴ科 Acheilognathidae は7属75種を含み、ユーラシア大陸に分布する。かつてはコイ科のタナゴ亜科とされていた。
- タナゴ属 Acheilognathus
- バラタナゴ属 Rhodeus
- アブラボテ属 Tanakia
- 他4属

#### カマツカ科
カマツカ科 Gobionidae には29属217種が含まれ、ユーラシア大陸に分布する。かつてはコイ科のカマツカ亜科とされていた。
- ツチフキ属 Abbottina
- ゼゼラ属 Biwia
- タモロコ属 Gnathopogon
- ニゴイ属 Hemibarbus
- カマツカ属 Pseudogobio
- モツゴ属 Pseudorasbora
- ヒガイ属 Sarcocheilichthys
- スゴモロコ属 Squalidus
- 他21属

#### アカヒレ科
アカヒレ科 Tanichthyidae は1属6種から成り、アジアに分布する。かつてはコイ科に分類されていた。観賞魚として有名なアカヒレなどが含まれる。
- アカヒレ属 Tanichthys

#### ウグイ科
ウグイ科 Leuciscidae は6亜科に分けられ、95属674種が分類されている。ユーラシア大陸と北アメリカ大陸に分布する。かつてはコイ科のウグイ亜科とされていた。以下の亜科が分類されている。
- ウグイ亜科 Pseudaspininae
- Laviniinae
- Plagopterinae
- Leuciscinae
- Phoxininae
- Pogonichthyinae